# ألتا وايس
ألتا وايس (بالإنجليزية: Alta Weiss)‏ هي طبيبة أمريكية، ولدت في 9 فبراير 1890 في Berlin, Holmes County, Ohio ‏ في الولايات المتحدة، وتوفيت في 12 فبراير 1964 في Ragersville, Ohio ‏ في الولايات المتحدة.

## وصلات خارجية
- ألتا وايس على موقع الموسوعة البريطانية (الإنجليزية)